# Luis A. Foulon
Luis Alberto Foulon (Buenos Aires, 5 de noviembre de 1901 - París, Francia 7 de abril de 1963) fue un ingeniero agrónomo, profesor  y académico argentino, miembro de número de la Academia Nacional de Agronomía y Veterinaria, presidente del Consejo Profesional de Ingeniería Agronómica de la República Argentina y decano de la Facultad de Agronomía (Universidad de Buenos Aires) en dos oportunidades. 

## Biografía[1]
El Ing. Agr. Luis A. Foulon nació en Buenos Aires el día 5 de noviembre de 1901 (Sus padres fueron Luis Foulon y Luisa Sordelli) y egresó en 1923 de nuestra Facultad con Diploma de Honor. Entre 1924 y 1935 dirigió explotaciones agropecuarias en el oeste de Buenos Aires, en San Luis y en el sur de Santa Fe. Este período dejó imborrables huellas en la personalidad del Ing. Foulon: profundo conocimiento del campo y de sus hombres, amor por lo nuestro y una sólida experiencia práctica en organización y administración de explotaciones agropecuarias.
Volvió a Buenos Aires en 1935 para incorporarse al Banco Hipotecario Nacional como inspector técnico y tasador del departamento rural. En 1937 ganó por concurso el cargo de Jefe de Seminario y pasó en 1943 a Jefe de Investigaciones Económicas y de Seminario del entonces Instituto de Economía y Legislación Rural de la Facultad, cuya dirección ejercía el ex profesor de Economía Rural Dr. Tomás Amadeo. Fue Profesor Adjunto de esa materia en 1946, Titular en 1948 y Director del Instituto de Economía y Legislación Rural en 1951. También fue profesor de Administración Rural y Contabilidad, en la Facultad y de Economía Rural de la Universidad Nacional del Sur en 1960 y profesor de Información Rural y Colonización en la Facultad de Ingeniería de la Universidad de Buenos Aires desde 1960. En 1957 fue elegido Decano de la Facultad de Agronomía de la Universidad de Buenos Aires, cargo que ocupó hasta 1958 y nuevamente desde 1962 hasta su muerte.
En 1942 pasó al Iowa State College, donde obtuvo el título de Master of Science in Economics en diciembre de 1943 y compartió estudios con el Dr.  Nicolás Repetto quien diría lo siguiente sobre el Ing. Foulon:
«Un paseo en noche de luna por los senderos del gran parque del colegio, alcanza un encanto difícil de describir. Mientras lo hacía una noche en compañía del distinguido agrónomo y profesor argentino, doctor Luis A. Foulon, éste me iba diciendo, a medida que avanzábamos: este es el edificio de Ingeniería, este de Química, aquel de Economía, el de más acá de Administración, el de más allá el Hospital. No es fácil imaginar sin haberlos visto, estos colegios o universidades americanas.» 
El tema de su tesis en el Iowa State College fue «Changes in utilization of labor in Iowa farms, 1939-1942» y fue realizada bajo la dirección del Prof. Dr. John A. Hopkins. Hopkins fue autor de un conocido texto sobre administración rural, «Elements of farm management» (N. York, Prentice Hall, 1936.) que alcanzó varias ediciones y que fue traducido al castellano (Administración rural. 1a. ed. México, Atlante, 1952, 445 p. y 2a. ed Turrialba, IICA, 1962. 572 p.). Tanto en la primera como en la segunda edición, Hopkins menciona en el prefacio a Foulon entre las personas a las que agradece por las valiosas sugestiones y ayudas.
Por el dominio de su especialidad fue llevado repetidamente al exterior. Así, en 1953-54 fue Jefe de Misión por la FAO ante la División de Tierras y Colonización del Ministerio de Agricultura del Brasil, país al que regresó en 1955 como Experto en Colonización para actuar en la Comisión del Valle del San Francisco. Participó además en la Tercera Conferencia Internacional de Economistas Agrícolas realizada en Stresa, Italia, en 1949; en la Conferencia Internacional sobre Problemas de la Tierra en Madison, USA, en 1951, en la Decimoprimera Conferencia Internacional de Economistas Agrícolas en Cuernavaca, México, en 1961. Ese mismo año visitó el Lejano Oriente estudiando la reforma agraria en Taiwan (Formosa) y finalmente viajó a Italia y Francia por asuntos relacionados con el Atlas Mundial de la Agricultura, cuando inesperadamente lo sorprendió la muerte en Paris el 7 de abril de 1963.
Entre los numerosos cargos desempeñados cabe citar la de Académico de Número de la Academia Nacional de Agronomía y Veterinaria desde 1956, la de Académico Correspondiente de la Academia de Economía Agraria del Georgofili de Florencia, Italia, desde 1958 y miembro de la International Association of Agricultural Economists. Fue también presidente del Centro Argentino de Ingenieros Agrónomos y del  Consejo Profesional de Ingeniería Agronómica, y miembro de numerosas organizaciones nacionales y extranjeras.
La Facultad de Agronomía de la UBA publicó en 1938 su trabajo «El problema económico de la papa», en 1941 «Algunos aspectos del abastecimiento de leche a la ciudad de Buenos Aires» (en colaboración), en 1942 «Correlación entre la importación y la inmigración en la Argentina» (en colaboración), en 1945 «Costo de producción de la leche en la zona de abastecimiento a la ciudad de Rosario». En 1963 se publicó el trabajo que él dirigiera sobre «Suelo y flora» perteneciente a la serie sobre estudios de la evaluación de los recursos naturales que realizaba el Consejo Federal de Inversiones
Pero por sobre todo, Luis A. Foulon fue por vocación un maestro de juventudes: su saber, su experiencia, su ejemplo constante lo volcó a manos llenas entre sus alumnos. Sus numerosas obligaciones de toda índole no fueron óbice para encontrar el tiempo suficiente para orientar al desorientado, aconsejar al que consejo requería, enseñar, explicar, y aclarar dudas. Dedicó a la Facultad lo mejor de su vida en ejemplar dedicación exclusiva y su vida sencilla fue guía para generaciones de estudiantes, que pasaron por su Cátedra y que lo recuerdan con ese cariño con que se recuerda a las personas buenas.
Luis A. Foulon, como economista rural, abrió el camino de esta especialidad y le imprimió su dinámico sello personal. Profundizó especialmente importantes aspectos tales como costos de producción, tasaciones y unidades de explotación. Sus clases de economía rural no consistían sólo en una brillante exposición de una materia, sino en la transmisión de su rica experiencia y en la formulación de profesionales cuya preparación él consideraba debía ser amplia y completa.